# ALAS (misil)
ALAS (Advanced Light Attack System, serbio: АЛАС) es un sistema serbio de misiles guiados por cable multipropósito de largo alcance desarrollado por la empresa privada EdePro, que opera bajo la dirección de la estatal Yugoimport SDPR. El sistema de misiles ALAS se desarrolló principalmente para misiones contra tanques, vehículos blindados, fortificaciones, puestos de mando, helicópteros de vuelo bajo, barcos costeros, instalaciones industriales y puentes. Puede ser desplegado por cualquier plataforma adecuada, incluidos helicópteros, vehículos blindados, barcos pequeños e infantería. El sistema de guía se basa en tecnología de video / infrarrojos, con el misil conectado al lanzador mediante un cable de fibra óptica. El ALAS vuela a baja altitud y tiene pequeñas firmas de radar e infrarrojos (calor) debido al uso de un motor turbofan en lugar de un turborreactor. En los últimos años, la plataforma ALAS ha encontrado un uso secundario como UAV.

## Descripción de sistema y función
El sistema de misiles ALAS está destinado a dos misiones principales:
- Golpear objetivos aislados desde vehículos terrestres ligeros y para el combate antibuque.
- Golpear objetivos terrestres desde el mar. En este escenario, el misil se lanza desde un barco pequeño o un helicóptero.

Otra posible aplicación del sistema de misiles ALAS sería defender un aeródromo y realizar ataques quirúrgicos hasta que se disponga de fuerzas más pesadas. Su alcance podría extender la zona de muerte en combate cuerpo a cuerpo a 5–25 km frente a la línea de avanzada de sus propias tropas y para ataques más profundos hasta 60 km.
La envolvente de vuelo operativa (requerida para el sistema de vuelo y control) en el eje radial con respecto al eje de movimiento es de ± 3g, mientras que en la dirección axial es de 10g.

### Función táctica
El sistema de misiles ALAS está destinado a atacar objetivos distantes, como:
- Instalaciones terrestres estáticas
- Tanques y vehículos de combate
- Objetivos endurecidos de más de 5 por 5 metros
- Barcas pequeñas, barcos y otros objetivos costeros

## Variantes
Los dos tipos principales de sistema dependen de los misiles utilizados como sistema ALAS o RALAS.

### ALAS
El misil ALAS se lanza en caliente desde su bote por medio de un motor de impulso de propulsor sólido. ALAS es la designación de los misiles producidos en las variantes ALAS-A, ALAS-B y ALAS-C.
- ALAS-A es una variante de superficie a superficie con un alcance de 25 km.
- ALAS-B es una variante de superficie a superficie con un alcance de 60 km.
- ALAS-C (Coastal Defense) es una variante antibarco que está en desarrollo mutuo entre Serbia y los Emiratos Árabes Unidos con un alcance de 25 km o 50 km en desarrollo futuro.

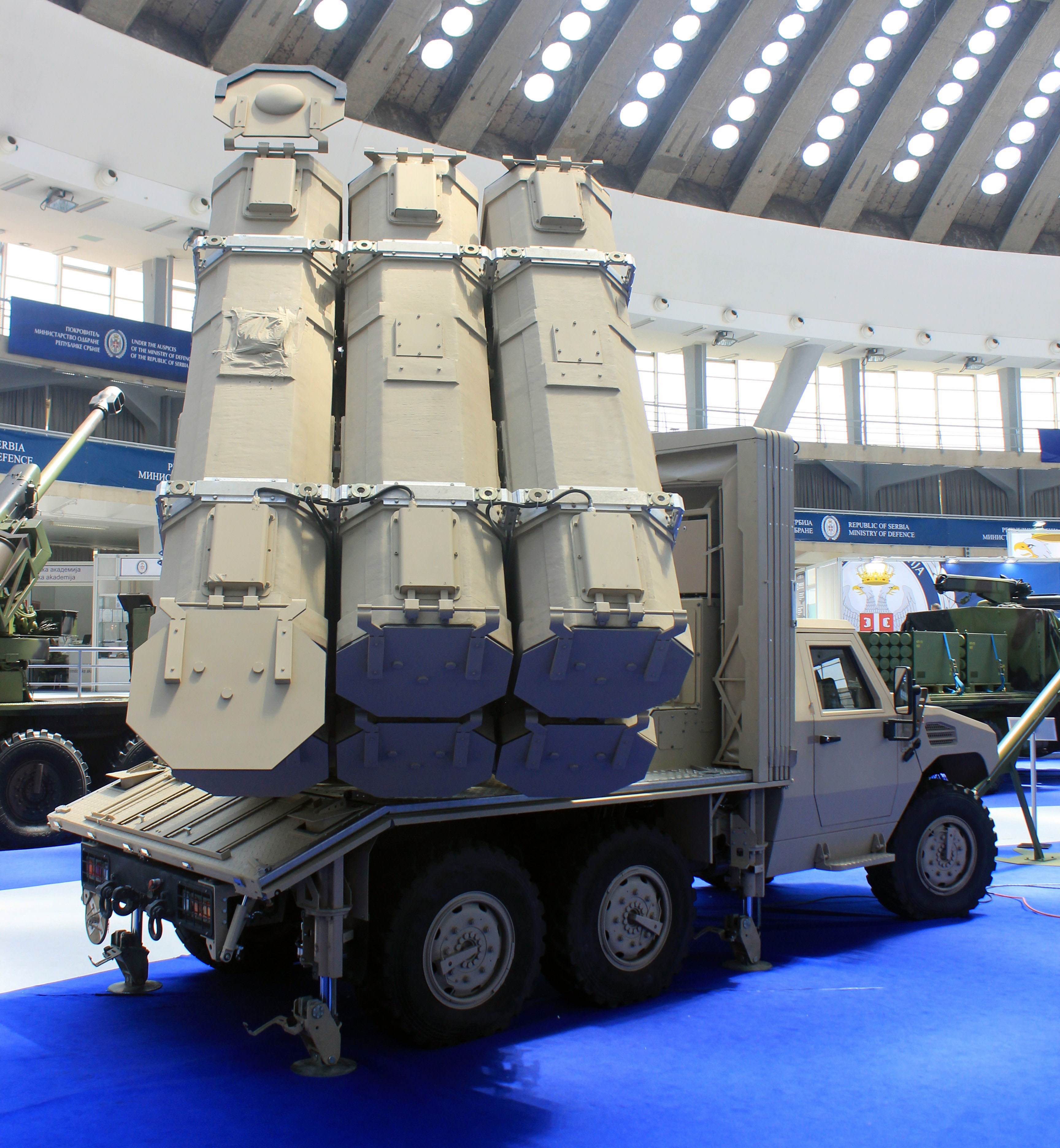
Vehículo lanzador de misiles guiados ALAS sobre chasis de vehículo Nimr

Para los Emiratos Árabes Unidos, se entregará en el chasis Nimr 6x6. El ALAS-C abandonó el diseño inicial y movió el ala de la flecha hacia adelante. Utilizaba un pequeño grado de control aerodinámico a través de timones y era propulsado por un motor de turbina axial equipado con una sola boquilla. Los misiles ALAS-C instalaron el turborreactor en el tramo LORANA de misiles tipo X con control de ala del timón, cabeza montada como una cruz de 45 °. Ubicados en el ala están los dos puertos de admisión del motor, la parte trasera del ala a ambos lados del elastómero contiene dos boquillas de motor planas y un carrete de fibra. Empleando un INS u opcionalmente un sistema de guía GPS, el ALAS-C tendrá un alcance de hasta 25 km, usando un sistema de video / ccs / iir para entregar su ojiva de fragmentación.

#### ALAS-A
- Velocidad: 180 m/s (medio curso)
- Altitud: 150-500m
- Alcance: 25 km
- Penetración: 800mm RHA

#### Guiaje
El misil está programado para seguir un curso preestablecido alrededor o sobre cualquier terreno que obstruya utilizando mapas electrónicos del terreno. la fase de guía del terminal utiliza una imagen infrarroja que permite transferir imágenes térmicas a la plataforma de lanzamiento a través de un enlace de datos de 200 MBit / s proporcionado por una fibra óptica. Por lo tanto, es posible seleccionar manualmente un objetivo o abortar la misión.
La comunicación de misiles se realiza a través de un cable monomodo óptico con dos canales (direcciones de comunicación):
- Transmisión de imágenes y datos de misiles a tierra.
- Transmisión de datos de la estación terrestre al vehículo.

La estación de tiro comprende una computadora compacta de alto rendimiento para guía de misiles, un panel de control del operador y una pantalla de alta resolución. El sistema utiliza algoritmos avanzados de procesamiento de imágenes y control, convertidores electroópticos y enlaces de radio. La estación de tiro tiene un GPS opcional y un dispositivo de búsqueda del norte. La estación de tiro se utiliza para la planificación de la misión antes del combate. La estación de tiro almacena un mapa digitalizado y muestra el mapa durante el vuelo del misil. Para algunas aplicaciones, se utiliza un sistema de monitor dual. La unidad de disparo se puede utilizar como entrenador y simulador sin hardware adicional.
Al atacar barcos, los misiles pueden volar a una altitud de unos pocos metros por encima del nivel del mar. En esta etapa del vuelo, los controles de vuelo se realizan de acuerdo con datos preprogramados. Cuando el cohete llega al área objetivo, el artillero toma el control.

#### Propulsión
Durante el lanzamiento, un propulsor de propulsor sólido acelera el misil a una velocidad de crucero inicial (120-150 m / s). Luego, el turborreactor TMM-040 se enciende para llevar el misil al objetivo bajo el control del sistema de guía y el operador. Principales características de propulsión:
- El motor principal del misil es un turborreactor Mongoose 040 que permite una velocidad máxima subsónica de alrededor de 640 a 740 km / h (340 a 400 mp / h).
- En la fase de lanzamiento utiliza dos propulsores propulsores asignados.
- El propulsor de propulsor sólido se coloca en la parte trasera del cuerpo del misil colocado después del motor turborreactor con requisitos que empujan la dirección del vector pasando por la posición del centro de gravedad del misil.

### RALAS
RALAS (Rocketized Alas) tiene un motor cohete sustentador de propulsor sólido, acelerado con una variante de motor propulsor sólido que puede reemplazar al turborreactor con un rango estimado de 9-10 km con mayor velocidad. Estaba en las primeras etapas de desarrollo designado como LORANA (sistema de ataque sin línea de visión LOng RAnge). RALAS tiene una ojiva en tándem de 10,5 kg capaz de penetrar más de 1.000 mm de RHA, o una de fragmentación explosiva con un radio letal de 25 metros. RALAS está diseñado para su uso desde plataformas terrestres o de helicópteros para su lanzamiento. El buscador de misiles RALAS (LORANA) fue probado a mediados de 2012 en un avión doméstico ligero SILA 450C (fabricado en Kraljevo, Serbia por Aero-East-Europe) en una serie de 10 vuelos por encima del rango de ejercicio militar multi-rama "Pasuljanske livade" Serbia. RALAS es una batería avanzada del sistema de ataque remoto sin línea de visión que consta de un puesto de mando de la batería (basado en un SUV o semi blindado de ruedas ligeras) y cuatro vehículos de lanzamiento, con cada vehículo equipado con 4 a 8 contenedores con misiles. Un portamisiles está disponible para recargar misiles o como coche de control de respaldo.
El misil RALAS consta de las siguientes unidades funcionales / subsistemas:
- Cabezal de guía con una cámara de TV giroscópica o buscador de infrarrojos que utiliza un algoritmo de contraste o de correlación
- Gestión y control del subsistema: ojiva en tándem antitanque con 1 metro de penetración de acero blindado homogéneo laminado
- Motor de cohete de arranque formado por propulsante de combustible sólido de combustión en grupo y motor de cohete de vuelo (ambos motores desarrollados por la empresa EDePro)
- Subsistema de comunicación basado en conexión de cable de fibra óptica para transferir en tiempo real (parte del subsistema de comunicación son rollos con cable de fibra óptica con una longitud de 9 km)
- Aparato de transmisión electrónica para señal de video láser a receptor de señal digital

#### Especificación
- Longitud: 1.8 metros
- Diámetro: 175 mm
- Envergadura: 1.2 m
- Peso base: 60 kg
- Peso de la ojiva: 10.5 kg
- El empuje del motor del cohete es 4500 Newtons: el tiempo de combustión es de 3,5 segundos
- Velocidad de vuelo del misil: 120–200 m/s
- El motor cohete utiliza dos toberas inclinadas lateralmente con un empuje de 300 N y un impulso específico máximo de 14000 N[10]

#### Guiaje
El misil de nariz está montado con una unidad de video que permite la detección de objetivos del tamaño de un tanque a distancias de 3 km. El campo de visión disponible en la unidad de visualización es de 7 ° x 5 °. El cable de fibra óptica puede soportar fuerzas de tracción de 52 N. La pérdida de señal en un cable óptico es de 0,2 dB / km. El cable proporciona una velocidad de transmisión de datos de misiles a bordo de 128 kbit / sy una velocidad de transmisión de datos de control de misiles a tierra de 240 Mbi / s, disponible en un canal de video y dos canales de datos.
La estación de tiro funciona de manera similar a ALAS. RALAS (LORANA) puede alcanzar una desviación máxima de 1 m.

#### Uso operacional
El misil despega del contenedor de envío.
RALAS (LORANA) se puede almacenar en un contenedor más de 10 años sin mantenimiento. Después de la instalación en el portador, el cohete está listo para su uso inmediato.

### Plataformas de Lanzamiento
Actualmente, RALAS está integrado en dos plataformas móviles:
- Lazar 3
- Oganj LRSVM M18

Actualmente ALAS está integrado en:
- Oganj LRSVM M18
- proyecto de lancha rápida por Yugoimport SDPR[11]
- Nimr 6x6[12]

## Operadores

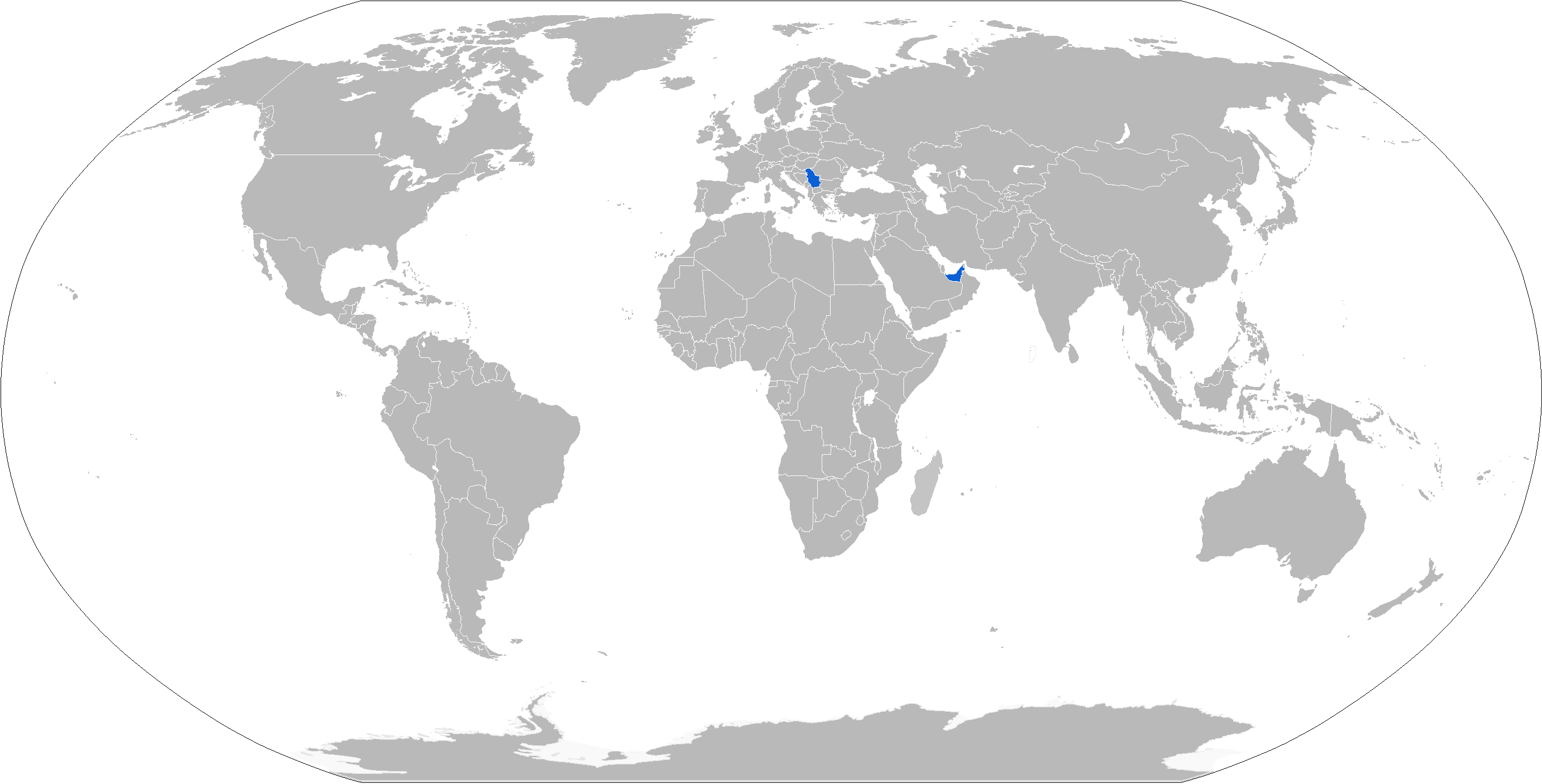
Mapa con los operadores del ALAS en azul

### Operadores actuales
- Emiratos Árabes Unidos: Contrato informado en IDEX2013.[13] El contrato es para el misil ALAS-C basado en un vehículo Nimr 6x6 con 8 botes para misiles. Después de la finalización del cohete dentro de un año de la firma del contrato, se completará el primer prototipo del sistema operativo en el Nimr 6x6 para su prueba dentro de los 6 meses posteriores a la fabricación del misil ALAS-C.[4]
- Serbia